# Центр Штейнера
Центр Штейнера — центр тяжести кривизны Гаусса поверхности тела.

## Определение
Пусть {\displaystyle K\subset \mathbb {R} ^{n}} — выпуклое тело и {\displaystyle h_{K,p}} его опорная функция с центром в точке {\displaystyle p}.
Точка {\displaystyle p} является центром Штейнера тела {\displaystyle K} если
{\displaystyle \int \limits _{\,u\in \mathbb {S} ^{n-1}\,}h_{K,p}(u)\cdot u=0.}

## Свойства
Пусть {\displaystyle k(K)} обозначает центр Штейнера тела {\displaystyle K}.
- Центр Штейнера существует и единственнен для любого выпуклого тела.

- Центр Штейнера суммы Минковского двух тел есть сумма центров этих тел. То есть
{\displaystyle k(K_{1}+K_{2})=k(K_{1})+k(K_{2}).}

- Отображение {\displaystyle K\mapsto k(K)} липшицево относительно метрики Хаусдорфа; то есть существует константа {\displaystyle L_{n}} такая, что
{\displaystyle |k(K_{1})-k(K_{2})|\leq L_{n}\cdot |K_{1}-K_{2}|_{H},}

где {\displaystyle |K_{1}-K_{2}|_{H},} обозначает расстояние Хаусдорфа от {\displaystyle K_{1}} до {\displaystyle K_{2}}.
- Константа {\displaystyle L_{n}} наименьшая для всех возможных выборов центров {\displaystyle k(K)\in K}.
- {\displaystyle L_{1}=1}, {\displaystyle L_{2}={\tfrac {1}{\pi }}}, {\displaystyle L_{3}={\tfrac {3}{2}}}. В общем случае,

{\displaystyle L_{n}={\tfrac {2}{\sqrt {\pi }}}\cdot {\frac {\Gamma ({\tfrac {n}{2}}+1)}{\Gamma ({\tfrac {n}{2}}+{\tfrac {1}{2}})}},}
где {\displaystyle \Gamma } обозначает гамма-функцию.